# 베레나

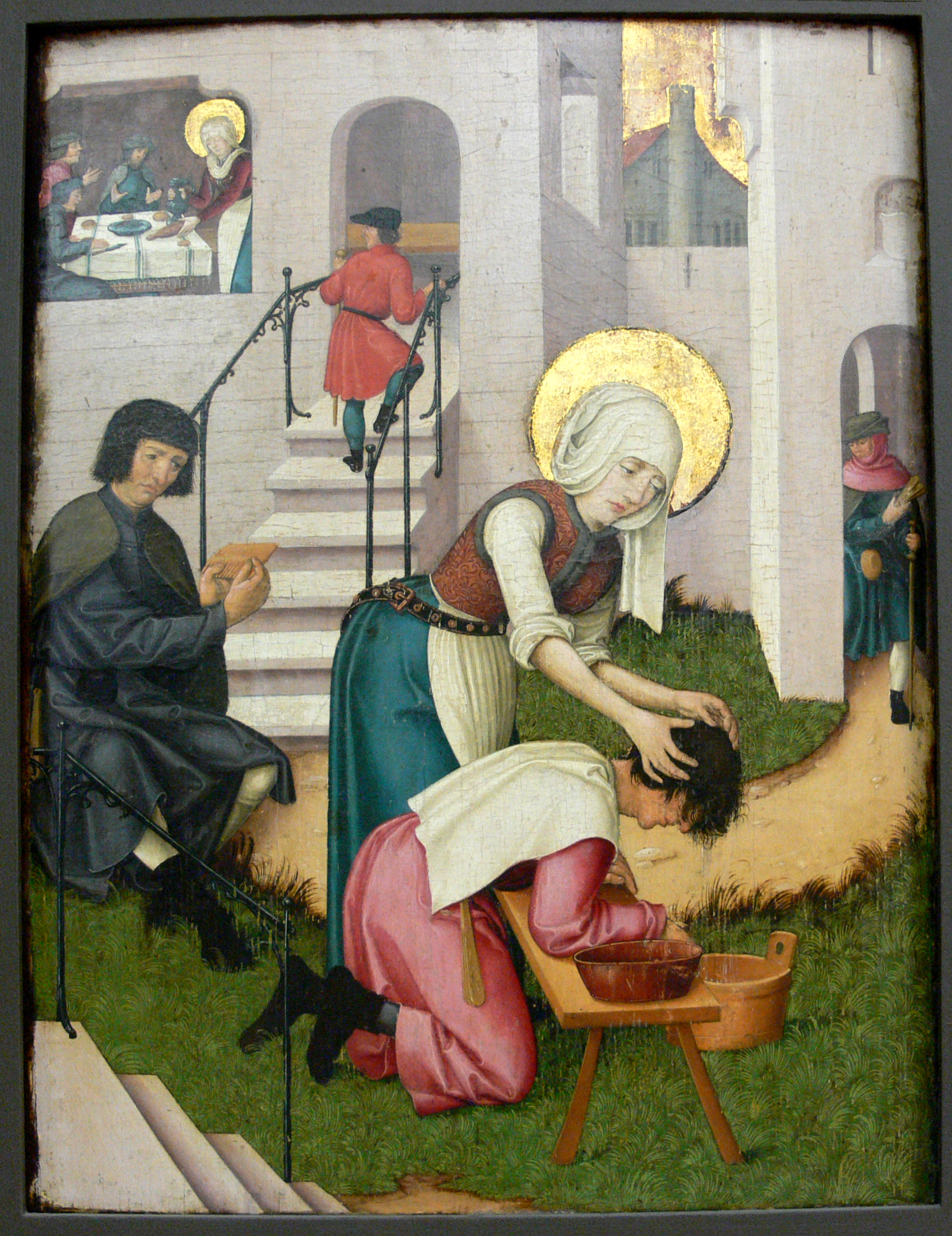

베레나(성녀 베레나, St. Verena)는 로마 가톨릭과 그리스 정교회의 성녀이다. 3세기 경 이집트 테반 지역에서 출생했으나 후에 순교자들의 유해를 공경하기 위해 아가우눔(Agaunum, 현재 스위스 생모리스Saint-Maurice)으로 갔다가 아예 그곳의 동굴 암자에서 평생을 기거했다.

## 일생
성녀 베레나는 이집트 테반 지역의 귀족 가문에서 태어났다. 전설적인 성 빅토르(Victor)와 친척지간이라고 한다. 후에 출정하는 테반 군단의 간호 임무를 받아 라에티아(Rhaetia, 현 스위스-알프스 지대)로 파견되었다. 그러나 아가우눔에 도착하자, 부대장인 성 마우리티우스(Mauritius)와 수많은 동료들은 라에티아에서 바고데족을 격퇴한 승전 축하연에서 이방신에게 희생 제물 드리는 것을 거절하였다. 거듭 같은 명령이 떨어졌지만 그들은 요지부동이었기 때문에 황제 막시미아누스는 반란을 두려워한 나머지 테반 군단 전원을 전멸시켰다고 한다. 기적적으로 살아남은 베레나는 아가우눔의 순교자들의 유해를 공경하기 위해 졸로투른(Solothurn)으로 갔다가, 취리히(Zürich)의 한 동굴 암자에 터를 잡았다. 그곳에서 그녀는 금식을 하면서 최선을 다해 기도를 바쳤다고 한다. 특히 그녀는 기적을 행하기도 했는데, 주로 어린 아이들을 돌보아 병을 치유했다고 한다.
그의 행적이 알려지면서, 지역 영주는 그녀를 감옥에 가두었다. 감옥에서 석방된 후 그는 계속 기적을 행했는데, 주로 나병환자나 가난한 자들에게 음식을 제공하고 약을 지어주었다고 한다. 그러한 경우에 그녀는 주로 간호사나 어린 소녀 또는 나병 환자나 가난한 이의 수호성인으로 여겨지고 있다. 그녀는 주로 물 항아리를 들고 있는 모습으로 비유되곤 한다. 스위스의 대표적인 성녀로 추앙받고 있다.